# Allendale Town
Pour les articles homonymes, voir Allendale.
Allendale Town est un village anglais et une paroisse civile du sud-ouest du Northumberland.